# 瑞生桜子
瑞生 桜子（みずき さくらこ、1992年4月9日 - ）は、愛媛県新居浜市生まれ、兵庫県神戸市育ちの女優。特技は日本舞踊（花柳流名取）、声楽、クラシックバレエ。有限会社ジャングル所属。

## 出演

### 映画
- 「Tokyo I Love Yours - 東京流星群 -」ヒロイン  俵海太監督 (2024)[2]
- 「渇愛の果て、」桜役 有田あん監督(2024)[3]
- 「世界の終わりから」紀里谷和明監督 ユキの母役  (2023)
- 「万歳」主演　井樫彩監督（2017）
- 「血を吸う粘土」ヨーコ役　梅沢壮一監督 (2017)
- 「何者」三浦大輔監督(2016)
- 「夜、逃げる」　女子高生 田宮役　山田佳奈監督 (2016)
- 「月光」 モモコ役　小澤雅人監督 ※ワルシャワ国際映画祭上映 (2016)
- 「ABC's of DEATH2〜Y is for YOUTH〜」主演　梅沢壮一監督（2014）
- 「リュウセイ」ユカリ役　谷健二監督(2014)
- 「鳥の家」主演
- 「アナザー」古澤健監督(2011)

### テレビドラマ
- 「DQNの星に嫁ぎました」前田桜役 (2025年6月18日〜、読売テレビ) [4]
- 連続テレビ小説「虎に翼」第36回 小松温子役 (2024年5月20日、NHK総合)
- 「むこう岸」図書館職員役 （2024年5月6日、NHK総合）
- 「となりのナースエイド」7話  山口理沙役 (2024年2月21日、日本テレビ)
- 「いちばんすきな花」10話 美容室の客役（2023年12月14日、フジテレビ）
- 「やわ男とカタ子」7話  料理教室の講師役 (2023年9月18日、テレビ東京)
- 「季節のない街」1話　リポーター（2023年、Disney +）
- 「17才の帝国」1話　記者役（2022年5月7日、NHK総合）
- 「恋せぬふたり」6話 明日香役 (2022年、NHK総合)
- 「ロッパグラム 転生したら戦時中の喜劇王だった件」劇団員みっちゃん役 (2021年、NHK総合)
- 「オースティングレイソン」主演（2017年、東京MX）
- 土曜ワイド劇場「終着駅の牛島刑事vs事件記者・冴子15」 大森さくら役（2016年、テレビ朝日）
- 「ニノさん〜３分間劇場“白い靴下と私”」 田山涼成さんの娘役（2014年、日本テレビ）
- 「アオイホノオ」映画館の女役（2014年、テレビ東京）
- 土曜ワイド劇場「ショカツの女8」 女子署員役（2013年、テレビ朝日）
- 「逃亡者おりん２」7話 おちか役　（2012年、テレビ東京）
- 月曜ゴールデン「赤かぶ検事奮戦記３」富恵(16歳)役　（2011年、TBS）

### ラジオドラマ
青春アドベンチャー （NHKFM）
- 「白銀騎士団 -高貴なる亡霊-」アニー役（2025年）[5]
- 「雨のスケッチブック」(2話,5話) マイ役（2024年）
- 「白銀騎士団 シルバーナイツ」アニー役（2022年)[6]
- 「悠久のアンダルス」ニスリーン役（2020年）[7][8]
- 「ベルリン1989」若きゾフィア役（2019年）[9]
- 「夢みるゴシック それは怪奇なセレナーデ」グレイス役（2019年）
- 「暁のハルモニア」カトリン役（2018年）
- 「斜陽の国のルスダン」(1,5話)レラ役（2017年）
- 「帝冠の恋」(6,7,10話) ナンディーヌ役（2017年）

FMシアター （NHKFM）
- 「うたかたビオトープ」原野愛佳役 (2024年)
- 「とどけ、風の如く」千代役（2020年）[10][11]

### 配信ドラマ
- テラードラマ「マウントリベンジ」長谷川恋華役（2025年）

### 舞台
- serial number10「アンネの日」演出：詩森ろば　劇場：下北沢ザ・スズナリ (2023年)
- 東京演劇道場「DOJO WIP」劇場：東京芸術劇場シアターイースト (2023年)
- 「昼下がりの思春期たちは漂う狼のようだ」演出：蓬莱竜太　劇場：東京芸術劇場シアターイースト　ソジン役　(2023年)
- 「鋼の錬金術師」演出：石丸さち子　劇場：新歌舞伎座、日本青年館ホール　マリア・ロス / パニーニャ役(2023年)[12]
- 「かもめ」演出：まんぼ　劇場：ラゾーナ川崎プラザソル ニーナ役(2022年)[13]
- 「怪勿」脚本/演出/主演 (2021年)[14]
- アンカル旗揚げ公演「昼下がりの思春期たちは漂う狼のようだ」演出：蓬莱竜太　劇場：東京芸術劇場シアターイースト　ソジン役　(2021年)
- ミュージカル「タイム・フライズ」演出：菊地まさはる　劇場：IMAホール 板岡ひとみ役（2019年）[15]
- 「カワサキ ロミオ＆ジュリエット」演出:Ash　劇場:ラゾーナ川崎プラザソル ジュリエット役（2018年）[16]
- 「美愁」脚本/主演（2018年）[17]
- 「大人の条件」脚本/主演（2017年）
- KUNIO「夏の夜の夢」演出：杉原邦生　劇場：あうるすぽっと ハーミア役（2017年）[18]
- 「美しいひと」演出：戸田彬弘　劇場：GEKI地下リバティ　桑田希美役（2017年）
- 音楽劇「マルオリ」脚本/主演(2017年)
- 「SUKIYAKI」演出：たんじだいご　劇場：B1劇場（2017年）
- 「楽屋」演出：石丸さち子　劇場：梅ケ丘BOX　（2016年）
- 「The Vanity’s」脚本/主演（2016年）
- 「南総里見八犬伝」演出：藤間勘十郎　劇場：DDD AOYAMA CROSS THEATER（2015年）
- 朗読劇「魅惑のチェーホフ」演出：石丸さち子　劇場：DDD AOYAMA CROSS THEATER（2015年）
- タカハ劇団第11回公演「わたしを褒めて」　演出：高羽彩　劇場：下北沢駅前劇場（2015年）
- ぬいぐるみハンター本公演「ウォーターバック」主演　演出：池亀三太　劇場：吉祥寺シアター　（2014年）
- 「銀河英雄伝説 第四章 前編 激突前夜」　演出：ヨリコジュン 劇場：東京国際フォーラムC（2013年）
- 「QUO VADIS」演出：佐渡山順久　劇場：ABCホール　(2012年)

### CM
- キリン おいしい免疫ケア「夏の健康対策」篇 (2025年)
- アルコン プレシジョンワン「うるぷる家族」篇（2025年）
- クリナップ株式会社「びっクリナップ！」(2025年)
- サイボウズ「大丈夫２」（2024年）
- UBIE「ユビーくん」篇（2024年）
- 中央畜産会「キッチン」篇 (2024年)
- JR東海「会いにいこう」篇 (2023年)
- FUN COMPASS (2022年)
- 小林製薬 消臭元 パルファム 玄関用「変なにおい」篇 (2022年)
- KFCツイスター「カーネル嘆く」篇 (2022年)
- ファーマインド - おいしい有機栽培バナナキャンペーン - (2022年)
- サイレコ(2022年)
- ヤマザキビスケット - 創業50周年 - (2021年)
- 伊藤園「1日分の野菜」選ぶならバランス編　（2021年）
- tumsグループショートムービー「私は人を助ける仕事を選んだ」主演
- U-NEXT「映画・漫画・アニメファン」編　（2021年）
- ニトリ「MyHomeStory 朝のルーティン編」（2021年）
- ハタラクティブ（2017年）
- ウエルシア薬局（2017年）
- GROP（2012年）

### MV
- モテギスミスバンドfeat.岡田康太「君とスパゲッティ」(2025年)
- King & Prince「愛し生きること」(2023年)
- ゆいにしお「mid-20s」(2022年)
- Royal Comfort 「月蝕」(2022年)
- The Papaya Collections「Funny face」(2021年)
- OKARAKO「ペットボトルキャップ」[19]（2020年）
- 純烈「愛でしばりたい」（2017年）
- Down the Hatch「Stay in Me」（2017年）

### その他
- 「ゴッドタン - 私の落とし方発表会 -」（2023年、テレビ東京）
- 「ゴッドタン - 空気階段プロデュース - 」(2021年、テレビ東京)
- 「あいのりASIAN JOURNEY SEASON2」第10話〜　（2019年、Netflix ,フジテレビ）
- 人狼スリアロチャンネル「私立人狼学園」BabyWolf　レギュラー出演　（2016/10〜2018/9）
- 音事協WebTV「HIT IT 日本WOW！#49〜日舞〜」 （2015年）
- 「みんなのうた「桜の季節」8・9月　映像主演　（2014年、NHK）
- 城崎温泉ミスゆかたグランプリ受賞　※城崎温泉観光大使、JR城崎温泉ポスター（2011年）

## 作品

### 楽曲
- OKARAKO「ペットボトルキャップ」[20](2020年)